# Euchromius nigrobasalis
Euchromius nigrobasalis is een vlinder uit de familie grasmotten (Crambidae). De wetenschappelijke naam van deze soort is voor het eerst geldig gepubliceerd in 1988 door Schouten.
De soort komt voor in tropisch Afrika.